# Dolor oncològic
El dolor oncològic o dolor per càncer és el dolor associat al càncer, pot sorgir d'un tumor que comprimeix o infiltra parts del cos properes; de tractaments i procediments de diagnòstic; o de la pell, els nervis i altres canvis causats per un trastorn hormonal o una resposta immunitària. La majoria del dolor crònic (de llarga durada) és causat per la malaltia i la majoria del dolor agut (a curt termini) és causat per tractaments o procediments de diagnòstic. Tanmateix, la radioteràpia, la cirurgia i la quimioteràpia poden produir dolors que persisteixen molt després d'haver acabat el tractament.
La presència de dolor depèn principalment de la localització del càncer i de la seva estadificació. En un moment donat, aproximadament la meitat de totes les persones diagnosticades de càncer pateixen dolor, i dos terços dels pacients amb càncer avançat experimenten un dolor d'una intensitat tal que afecta negativament el seu son, l'estat d'ànim, les relacions socials i les activitats de la vida diària.
Amb un tractament adequat, el dolor del càncer es pot eliminar o controlar bé en el 80% al 90% dels casos, però gairebé el 50% dels pacients amb càncer al món desenvolupat reben una atenció que no és l'òptima. A tot el món, gairebé el 80% de les persones amb càncer reben poc o cap medicament per al dolor. En força casos, el tractament del dolor en nens i en persones amb discapacitat intel·lectual es tracta correctament.
L'Organització Mundial de la Salut (OMS) i altres han publicat directrius per a l'ús de fàrmacs en el tractament del dolor per càncer.

Els professionals sanitaris tenen l'obligació ètica de garantir que, sempre que sigui possible, el pacient o el tutor del pacient estigui ben informat sobre els riscos i els beneficis associats a les seves opcions de tractament del dolor. El tractament adequat del dolor de vegades pot escurçar lleugerament la vida d'una persona moribunda.